# Velika nagrada Nizozemske 1953
Velika nagrada Nizozemske 1953 je bila tretja dirka Svetovnega prvenstva Formule 1 v sezoni 1953. Odvijala se je 7. junija 1953.

## Dirka
| Poz | Št | Dirkač                               | Konstruktor           | Krogi | Čas/Odstop    | Št. m. | Toč |
| --- | -- | ------------------------------------ | --------------------- | ----- | ------------- | ------ | --- |
| 1   | 2  | Alberto Ascari                       | Ferrari               | 90    | 2:53:35,8     | 1      | 8   |
| 2   | 6  | Nino Farina                          | Ferrari               | 90    | + 10,4 s      | 3      | 6   |
| 3   | 16 | Felice Bonetto José Froilán González | Maserati              | 89    | +1 krog       | 13     | 2   |
| 4   | 8  | Mike Hawthorn                        | Ferrari               | 89    | +1 krog       | 6      | 3   |
| 5   | 18 | Toulo de Graffenried                 | Maserati              | 88    | +2 kroga      | 7      | 2   |
| 6   | 24 | Maurice Trintignant                  | Gordini               | 87    | +3 krogi      | 12     |     |
| 7   | 10 | Louis Rosier                         | Ferrari               | 86    | +4 krogi      | 8      |     |
| 8   | 36 | Peter Collins                        | HWM-Alta              | 84    | +6 krogov     | 16     |     |
| 9   | 34 | Stirling Moss                        | Connaught-Lea-Francis | 83    | +7 krogov     | 9      |     |
| Ods | 4  | Luigi Villoresi                      | Ferrari               | 67    | Pedal za plin | 4      | 1   |
| Ods | 28 | Kenneth McAlpine                     | Connaught-Lea-Francis | 63    | Motor         | 14     |     |
| Ods | 20 | Harry Schell                         | Gordini               | 59    | Prenos        | 10     |     |
| NC  | 30 | Johnny Claes                         | Connaught-Lea-Francis | 52    | +31 krogov    | 17     |     |
| Ods | 12 | Juan Manuel Fangio                   | Maserati              | 36    | Glavna os     | 2      |     |
| Ods | 22 | Roberto Mieres                       | Gordini               | 28    | Prenos        | 19     |     |
| Ods | 14 | José Froilán González                | Maserati              | 22    | Zadnja os     | 5      |     |
| Ods | 32 | Ken Wharton                          | Cooper-Bristol        | 19    | Okvara        | 18     |     |
| Ods | 26 | Roy Salvadori                        | Connaught-Lea-Francis | 14    | Motor         | 11     |     |
| Ods | 38 | Lance Macklin                        | HWM-Alta              | 7     | Pedal za plin | 15     |     |